# Luke Faulkner

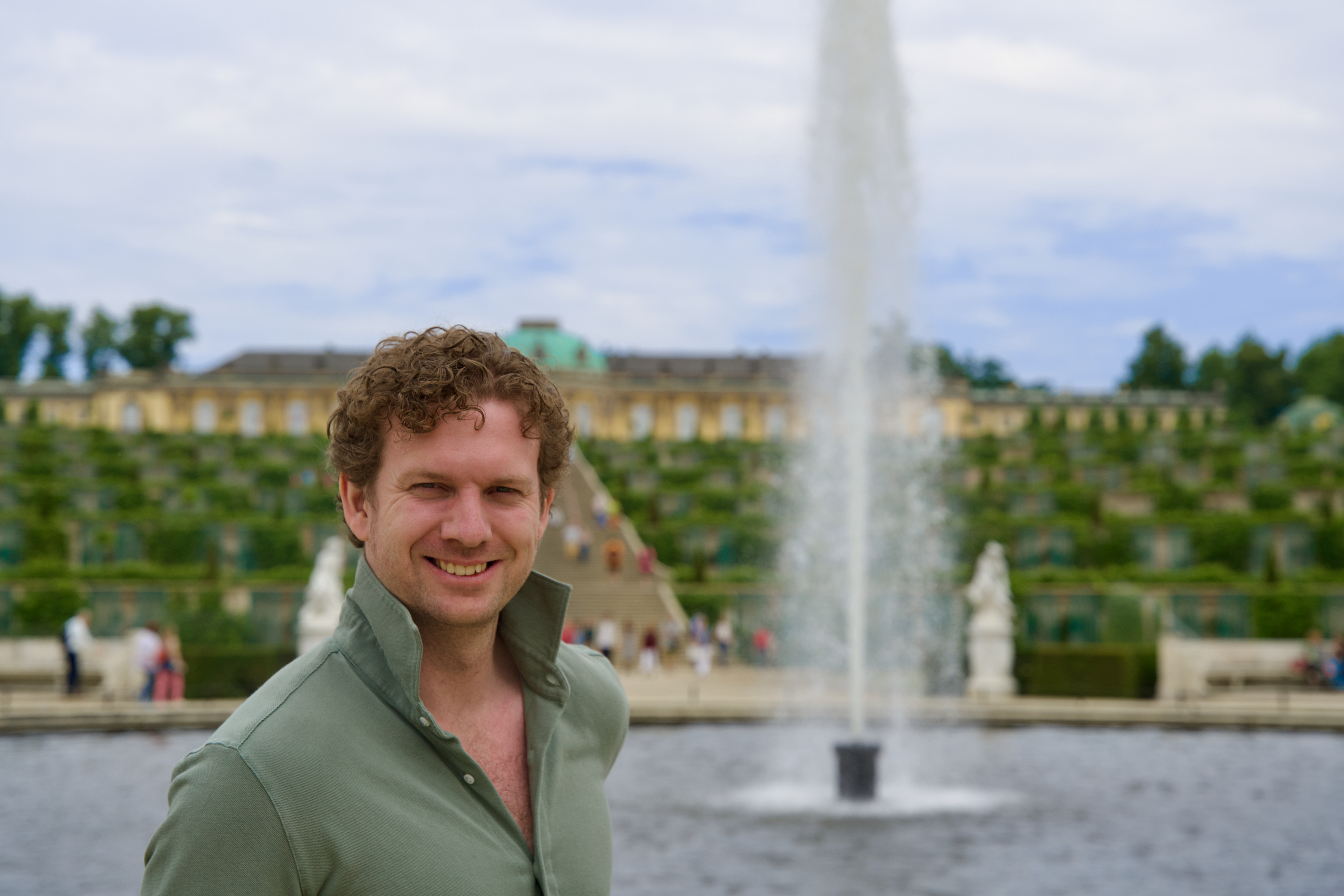
Luke Faulkner (2023)

Luke Faulkner (* 28. Juni 1991 in Shrewsbury, Shropshire, England) ist ein britischer Pianist und Komponist.

## Leben
Faulkner studierte Klavier und Komposition an der Chetham's School of Music, bevor er 2009 mit einem akademischen Stipendium ein Musikstudium an Christ Church, University of Oxford, aufnahm. Nachdem er 2012 seinen Bachelor of Arts in Oxford mit einem sogenannten „Double First“, d. h. der Bestnote sowohl in der Zwischen- als auch in der Abschlussprüfung, abgeschlossen hatte, setzte Faulkner seine Ausbildung an der University of Edinburgh fort und erwarb einen Master of Science in Composition for Screen. Seit seinem Studium verfolgt Luke Faulkner eine Karriere als klassischer Künstler. Seine Aufnahmen wurden von Plattenlabels wie Halidon (Mailand) und Cavendish Music (London) veröffentlicht und umfassen bis heute mehr als zehn Alben sowie eine Vielzahl von Einzelveröffentlichungen.
2017 wurde Luke mit Auszeichnung zum Fellow der Royal Schools of Music ernannt und erlangte 2018 den Status eines offiziellen YouTube-Künstlers, nachdem er im Vorjahr einen YouTube-Kanal hauptsächlich für seine Kompositionen eröffnet hatte. Insgesamt wurden seine Aufnahmen über 80 Millionen Mal gestreamt, davon 50 Millionen auf YouTube, ziehen monatlich 200.000 Hörer auf Spotify an, und seine unabhängig produzierten Videos wurden auf den verschiedenen Social-Media-Seiten von Classic FM gezeigt. Seine neueste Veröffentlichung ist Relaxing Piano: Nordic Lullabies aus dem Jahr 2019.
Musik von Faulkner für den 2024 erschienenen Dokumentarfilm Burden of Debt verwendet.